# Covo
Covo là một đô thị ở tỉnh Bergamo trong vùng Lombardia của nước Ý, có vị trí cách khoảng 45 km về phía đông của Milano và khoảng 25 km về phía đông nam của Bergamo. Tại thời điểm ngày 31 tháng 12 năm 2004, đô thị này có dân số 3.547 người và diện tích là 12,7 km².
Covo giáp các đô thị: Antegnate, Barbata, Calcio, Cortenuova, Fara Olivana con Sola, Isso, Romano di Lombardia.